# دفع (اقتصاد)

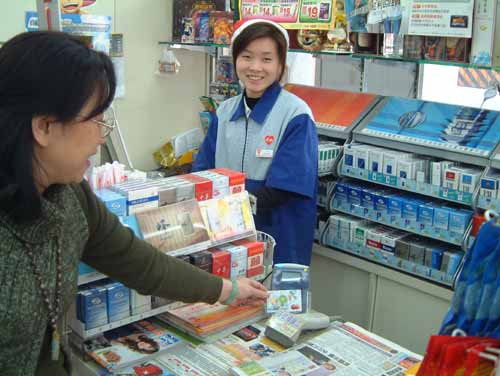

الدَفع تحويل للمال من طرف ما (مثل شخص أو شركة) إلى آخر. والدُفعة[بحاجة لمصدر] تكون عادة في مقابل توفير سلع، أو خدمات، أو كلاهما، أو لإنجاز التزام قانوني.

## مواضيع ذات صلة
- ميزان المدفوعات
- الميزانية